# سويو (مغنية)
سويو (هانغل: 강지현) (من مواليد 12 فبراير 1992 في جيجو، كوريا الجنوبية) هي مغنية كورية جنوبية بدأت مسيرتها الفنية عام 2010. وهي عضوة في فرقة سيستار. وهي أيضا راقصة.

## روابط خارجية
- سويو على موقع IMDb (الإنجليزية)
- سويو على موقع ميوزك برينز (الإنجليزية)
- سويو على موقع ديسكوغز (الإنجليزية)
- سويو على موقع ديسكوغز (الإنجليزية)
- سويو على موقع قاعدة بيانات الفيلم (الإنجليزية)
- سويو على موقع كينوبويسك (الروسية)